# Aysha tertulia
Aysha tertulia là một loài nhện trong họ Anyphaenidae.
Loài này thuộc chi Aysha. Aysha tertulia được Antonio D. Brescovit miêu tả năm 1992.